# Professional Mobile Radio
In telecomunicazioni Professional Mobile Radio (indicata anche come Private Mobile Radio (PMR) oppure Land Mobile Radio (LMR) nel Nord America) è un termine inglese per indicare sistemi di radiocomunicazione sul campo che utilizzano apparecchiature portatili, veicolari, fisse e di commutazione, che possono utilizzare degli standard come MPT-1327, TETRA oppure APCO 25 che sono progettati ed utilizzati da specifiche organizzazioni e non dal grande pubblico. Spesso in italiano questi sistemi vengono indicati come civili a distinguerli dai sistemi militari, anche se ad esempio Guardia di Finanza, Carabinieri, Polizia e Vigili del Fuoco utilizzano anch'essi sistemi PMR.

## Introduzione
Quando i sistemi civili (PMR) sono stati inizialmente progettati, tipicamente consistevano semplicemente di una sola stazione base con diversi dispositivi portatili o veicolari che potevano comunicare con la stazione di base o fra di loro.
Sistemi di questo tipo sono comunque utilizzati oggi ad esempio per i servizi di taxi. L'uso di standard di toni audio e subaudio come ad esempio, rispettivamente, DTMF e CTCSS, permette di avere sistemi di chiamata selettiva.
Poiché l'antenna della stazione base si può montare in alto, su un traliccio o su una collina, la copertura può arrivare su distanze dell'ordine dei 50 km, anche se la copertura, specie in UHF può essere inferiore a causa dell'orografia del territorio.
Le licenze vengono concesse per operare su un dato canale o gruppo di canali. Il licenziatario può quindi utilizzare la frequenza per contattare le proprie utenze. Ovviamente il centro operativo può non essere nelle immediate vicinanze dell'antenna della stazione base, ma collegarsi ad esso attraverso una frequenza radio di trasferimento o delle linee telefoniche dedicate.

## Caratteristiche
Le caratteristiche chiave dei sistemi PMR sono:
- comunicazioni punto-multipunto e circolari (broadcast) (al contrario dei telefoni cellulari, che possono essere utilizzati solo per comunicazioni punto-punto);
- push-to-talk, basta premere un solo pulsante per iniziare a trasmettere su una frequenza o portante predeterminata
- la modalità operativa degli apparati prevede la selezione di canali (in caso di apparati analogici) o gruppi (in caso di apparati digitali) nominati in modo opportuno e preimpostati nella memoria dell'apparato, anziché di "frequenze impostate al volo" (VFO, modalità operativa impiegata per lo più in ambito radioamatoriale);
- possibili ampie aree di copertura con l'uso di ripetitori;
- gruppi chiusi di utenti ("maglie radio");
- l'uso dei transponders in analogico, e delle modalità gateway e repeater in TETRA, permette di impiegare un apparato con maggior potenza di trasmissione (es. un veicolare) al fine di accedere a una maglia radio mediante apparati più deboli (es. portatili) o che si trovino fuori copertura;
- utilizzo delle frequenze VHF oppure UHF, ed in alcuni casi SHF per i trasferimenti (detti anche trunk).

## Chiamata selettiva
Molti sistemi operano con le stazioni base e mobili che sono in grado di sentire tutte le comunicazioni effettuate su una data frequenza, ma in molte situazioni questo non è comodo e quindi può essere necessario utilizzare un sistema di chiamata selettiva. Esistono molti metodi per questo sistema come ad esempio il DTMF ed il CTCSS.
Il DTMF è uno standard di codifica molto diffuso: praticamente tutti i sistemi di telefonia su filo attuali lo utilizzano per la composizione a toni. Vengono utilizzate delle coppie di toni per trasmettere informazioni. Le frequenze utilizzate sono:
697, 770, 852, 941, 1209, 1336, 1477, e 1633 Hz. Vengono sempre trasmesse coppie di toni, le cui varie combinazioni vengono utilizzate per rappresentare cifre o simboli differenti.
Un codice particolare consiste in una serie di uno o più numeri o lettere trasmessi, e la stazione ricevente è predisposta per disabilitare il silenziamento (altresì universalmente noto come squelch) per fare transitare l'audio alla ricezione della serie di toni programmata. Lo svantaggio principale di questo standard di codifica, e di standard simili come lo ZVEI, è che se la stazione a causa di disturbi o temporanea mancanza di copertura non riesce a decodificare i toni corretti rimane silenziata e si perdono quindi i messaggi trasmessi. In un sistema con ricetrasmettitori in movimento, questo si può verificare abbastanza facilmente.
Una seconda e concettualmente simile implementazione dei medesimi sistemi di selettive, nota come ANI (Automatic Number Identification), consente di identificare quale apparato appartenente alla maglia stia trasmettendo, mediante l'emissione di una particolare sequenza di toni in occasione del rilascio o della pressione del PTT.
Altro metodo ampiamente utilizzato è il CTCSS, detto anche toni subaudio o PL Tones (un marchio registrato di Motorola). Come il nome suggerisce vengono trasmessi dei toni sotto la banda audio (250 Hz circa) per indicare la stazione ricevente selezionata. Questi toni vengono trasmessi contemporaneamente al segnale vocale, ma poiché si trovano a frequenze al di sotto della banda passante audio di una ricetrasmittente tipica, vengono di molto attenuate e non danno fastidio all'ascolto.
Solo quando il tono è lo stesso di quello predeterminato per una data ricevente, viene tolto il silenziamento e quindi l'audio trasmesso si può sentire da un dato ricevitore. Il vantaggio di questo sistema è che i toni sub-audio sono trasmessi per tutto il periodo di trasmissione, per cui se l'inizio della trasmissione va perso non vi sono grossi problemi,
e il silenziamento viene disabilitato appena il segnale torna ad essere decodificabile. Lo svantaggio è che un sistema CTCSS riesce ad usare tipicamente 37 toni differenti, con frequenze comprese tra 67 Hz e 250.3 Hz, limitando così il numero di ricetrasmittenti selezionabili singolarmente. Un sistema che funziona secondo principi simili è il DCS o Digital Code Squelch.
I sistemi di comunicazione digitali come il TETRA trasmettono, ricevono e gestiscono queste informazioni sotto forma di pacchetti di dati e quindi non hanno gli svantaggi associati all'uso dei toni per le chiamate selettive. Gli unici toni audio associabili alla comunicazione di questi apparati sono quelli che, a seconda della programmazione specifica di un dato apparato, suonano esclusivamente sull'apparato in questione per indicare l'avvenuto aggancio di una rete e il conseguente inizio di una trasmissione a seguito della pressione del PTT oppure l'avvenuto disimpegno di un gruppo.

## Modulazione
In generale la modulazione utilizzata è la modulazione di frequenza a banda stretta (NBFM), anche se i servizi di aeroporto utilizzano per ragioni storiche la modulazione di ampiezza. La deviazione di frequenza è di 2,5 kHz, permettendo così di avere una spaziatura di canale di 12,5 kHz, anche se esistono dei servizi che usano una deviazione di 5 kHz con spaziatura di canali a 25 khz.
Oggi però tale spaziatura di canale non è più omologata dal Ministero dello sviluppo economico. La domanda di canali per i servizi PMR è alta, quindi è necessario utilizzare al meglio i canali disponibili, riutilizzando le stesse frequenze in aree differenti. Le stazioni, se non sincronizzate con qualche metodo, base devono essere comunque sufficientemente distanti da non disturbarsi reciprocamente, mentre l'utilizzo di sistemi di chiamata selettiva permettono l'uso di molti portatili sulla stessa frequenza.
Esiste una metodologia di sincronizzazione tramite rete GPS che permette di avere un elevato numero di ripetitori "satellite" collegate ad una stazione "master".
I sistemi di sincronizzazione utilizzano ricevitori GPS con possibilità di funzionamento, in caso di guasto del sistema primario, tramite oscillatore a temperatura stabilizzata.

## TETRA Private Mobile Radio (PMR)
Il TETRA è un nuovo standard digitale per i servizi di Private Mobile Radio (PMR) e Public Access Mobile Radio (PAMR).
Il lavoro per lo sviluppo del TETRA è iniziato nel 1990 e si è avvalso del supporto della Commissione Europea e dei membri dell'ETSI. L'esperienza maturata con lo sviluppo del sistema di telefonia cellulare GSM, come pure l'esperienza nello sviluppo e nell'uso dei sistemi radio trunked è stata usata per modellare lo standard TETRA. In aggiunta a questo, il processo ha guadagnato dalla cooperazione di costruttori, utenti, operatori ed esperti del ramo. Con questa esperienza combinata il primo standard fu pronto nel 1995 per permettere ai produttori di progettare i loro apparati in modo da poter interoperare con successo.
Il TETRA alloca i suoi canali su richiesta sia per la voce che per i dati. Inoltre possono esistere reti sia nazionali che internazionali, che permettono il roaming di portatili sia a livello nazionale che internazionale. Per le reti civili in Europa le bande di frequenza riservate al TETRA sono: 410-430 MHz, 870-876 MHz / 915-921 MHz, 450-470 MHz, 385-390 MHz / 395-399.9 MHz. Per i servizi di emergenza in Europa sono state allocate le bande 380-383 MHz e 390-393 MHz. Oltre a questo, tutta o parte della banda compresa tra 383 e 395 MHz può esser utilizzata.
Sono possibili sia la trasmissione di dati a pacchetto che di dati a commutazione di circuito, insieme a sistemi di cifratura dei dati. I sistemi utilizzano le frequenze disponibili con accesso multiplo a divisione di tempo (TDMA), con quattro timeslots (utenti) per canale e canali ampi 25 kHz. Per confronto, il simile standard DMR impiega canali ampi la metà e la metà dei timeslots per canale del TETRA.

## PMR Trunking con MPT1327
Una versione trunked dei sistemi Private Mobile Radio (PMR) viene definita dallo standard MPT 1327. L'uso del sistema MPT1327 ha molti vantaggi rispetto ai sistemi PMR tradizionali con singola stazione base, permettendo in particolare di coprire aree più grandi. I sistemi trunked sono più costosi e complessi da gestire rispetto ai sistemi semplici e sono utilizzati da grandi aziende o consorzi che forniscono servizi a moltissime utenze. Questo porta ad avere componenti standard che possono essere prodotti in grandi quantità per ridurre i costi. La maggior parte dei sistemi trunked segue il sistema MPT1327.
Per rendere operativo un sistema PMR trunked deve essere installata una rete di stazioni PMR. Queste stazioni sono collegate tra loro da linee telefoniche, oppure sistemi in fibra ottica o ponti radio di trasferimento, in modo da permettere alle varie stazioni base di comunicare fra di loro.
Per essere in grado di trasportare l'informazione audio ed anche eseguire tutti i compiti organizzativi necessari il sistema richiede di avere diverse categorie di canali. Ci devono essere quindi dei canali di controllo, uno in ogni direzione per ogni stazione base o Trunking System Controller (TSC). Altri canali possono essere utilizzati per trasmettere una frequenza campione in modo da avere frequenze di trasmissione sincrone evitando così di generare fastidiosi battimenti tra le stazioni base sulla stessa frequenza.
Differenti canali di controllo assegnati alle diverse stazioni base fanno in modo che due stazioni adiacenti non si disturbino, e permettendo che le stazioni mobili possano scansionare i differenti canali in modo da trovare il miglior canale di controllo ricevibile. La specifica prevede fino a 1024 canali di controllo diversi. In questo modo una stazione base riesce a gestire moltissime stazioni mobili che stanno comunicando nello stesso momento. Va detto che per piccoli sistemi il canale di controllo può essere utilizzato come canale di traffico non dedicato.
I canali di controllo utilizzano una trasmissione a 1200 bit al secondo con la modulazione Frequency Shift Keying (FFSK) delle sottoportanti. Il TSC deve essere full-duplex, mentre le stazioni mobili sono half-duplex.
Per il corretto funzionamento del sistema è necessario che il sistema conosca dove si trovano le stazioni mobili, cosicché le chiamate possano essere trasferite ad esse. Il TSC ottiene queste informazioni dalle stazioni mobili che si registrano su un canale di controllo. Lo standard MPT1327 descrive diversi meccanismi di registrazione, con l'obiettivo di limitare il carico sui canali di controllo causato dalle stazioni che si spostano. Le registrazioni possono essere esplicite od implicite. Una registrazione esplicita può essere iniziata dal canale di controllo che richiede alle stazioni mobili di inviare una richiesta di registrazione oppure da una stazione mobile che si è spostata. Può anche avvenire una registrazione implicita, quando una stazione mobile tenta di chiamare, il TSC aggiorna i suoi dati di registrazione. È possibile che i dati di un TSC non rispecchino l'effettiva posizione della stazione mobile: questo può accadere se per esempio la stazione mobile viene spenta e poi spostata in una differente area di copertura.
Per effettuare una chiamata in uscita il mobile trasmette una richiesta alla stazione base sul flusso dati del canale di controllo. La stazione mobile trasmette il suo codice assieme a quello della stazione di destinazione o di una postazione fissa. Il sistema di controllo della stazione base ed il controllo centrale di area configurano la rete in modo che venga allocato un canale per l'audio (il canale per il traffico) e configura il sistema di commutazione di rete per trasportare la chiamata alla destinazione richiesta.
Per permettere alla stazione mobile di ricevere una chiamata, viene trasmessa una richiesta di chiamata sul flusso dati del canale di controllo, quindi i canali vengono allocati e vengono effettuate le commutazioni necessarie per la chiamata.
Non è previsto, al contrario delle reti di telefonia cellulare, un sistema di handover da una stazione base ad un'altra, se la stazione mobile si sposta fuori dall'area di copertura della stazione base durante una chiamata.
Anche se i dati vengono trasmessi come informazione digitale i canali audio per il sistema sono analogici, utilizzando la modulazione FM (se non eventualmente per le tratte di trasferimento), ma sono stati fatti dei lavori per sviluppare sistemi completamente digitali. I sistemi principali sono stati proposti da Motorola, Ericsson (EDACS) e Johnson (LTR). Questi sistemi non hanno avuto però molto successo.